# Вилла Ангарано
Вилла Ангарано (итал. Villa Angarano) — вилла (загородный дом), расположенная в Бассано-дель-Граппа, селении в долине реки Брента, в провинции Виченца области Венето, северо-восточная Италия. Задуманная около 1548 года выдающимся архитектором эпохи итальянского Возрождения Андреа Палладио для своего друга Джакомо Ангарано, вилла была построена не полностью: возведены только боковые крылья. Центральный корпус построен в XVII веке архитектором Бальдассаре Лонгеной.
В 1996 году вилла вместе с другими постройками Палладио включена в список Всемирного наследия ЮНЕСКО «Города Виченца и Палладиевых вилл Венето» (Città di Vicenza e Ville Palladiane del Veneto).

## История

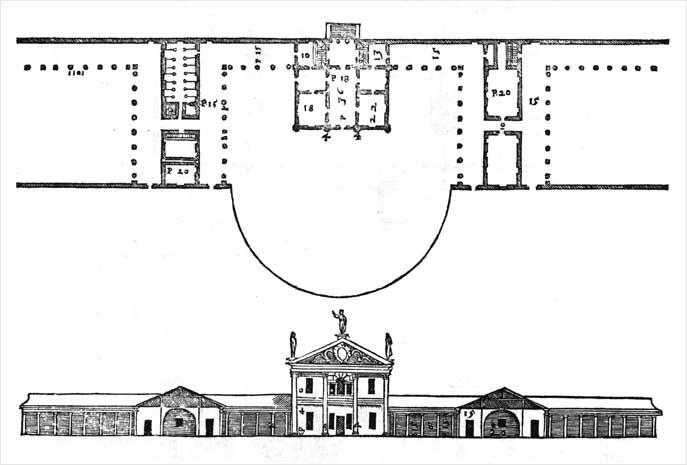
Вилла Ангарано. Проект. Гравюра из трактата А. Палладио «Четыре книги об архитектуре». 1570

От виллы, которую Палладио проектировал в окрестностях Бассано-дель-Граппа, сохранилось мало: всего две боковые галереи — «баркессы» (итал. barchessa — «лодочка»), как их называл сам Палладио, расположенные в виде литеры «U», перпендикулярно главному зданию. Облик центрального корпуса отражает вкусы барокко XVII века. Гравюра в трактате Палладио «Четыре книги об архитектуре» (1570, Книга II, с. 63) показывает план комплекса, соответствующий замыслу архитектора.
Из документов известно, что ранее на этом месте существовало здание, в котором жил заказчик: Джакомо Ангарано. Точная дата начала проектирования неизвестна. Традиционно её относят к концу 1540-х годов с вескими аргументами, что, возможно, связано с внезапным наследством брата Маркантонио, которое Джакомо получил в 1554 году; два года спустя Джакомо Ангарано занял важные государственные должности в Виченце. Ангарано был энтузиастом архитектуры и близким другом Палладио, который посвятил ему первую часть своего трактата об архитектуре в 1570 году. Однако восемнадцать лет спустя Джакомо разорился и вынужден был продать виллу венецианскому патрицию Джованни Форменти.

## Архитектура
Главное здание виллы является частью архитектурного комплекса, распределённого вокруг двух прямоугольных дворов: один полностью окружён постройками и предназначен для служебного и сельскохозяйственного использования, а второй оформлен только с трёх сторон стеной-оградой. В последнем находится главное здание, фланкированное двумя «баркессами». В архитектуре виллы можно найти элементы, которые отличаются от палладианской эстетики, например, центральный корпус возвышается на три этажа и напоминает элегантное здание в типичном стиле семнадцатого века. Также своеобразен «разорванный» криволинейный фронтон, венчающий здание, типичный для стиля барокко, в отличие от форм заднего фасада, которые отражают структуру фасада, но в более лаконичной форме.
Первый этаж украшен пилястрами тосканского ордера, второй — пилястрами с ионическими капителями, третий — пилястрами в стиле барокко с волютами.
Боковые крылья-галереи с тосканской колоннадой выполняли функцию отделения элегантной части виллы от служебных построек и помещений для прислуги. Баркесса (галерея) справа заканчивается капеллой, посвящённой Святой Марии Магдалине. Капелла имеет трёхнефный базиликальный план, фасад оформлен двумя гигантскими полуколоннами на высоком цоколе, в центре — барочный портал и большое термальное окно. Треугольный фронтон украшен тремя статуями.
К северу от архитектурного комплекса находится большой парк в типичном «пейзажном стиле» девятнадцатого века. Территория виллы окружена рыбными водоёмами, словно вышедшими из старого средневекового рва, который пересекает мост, соединяющий сад с зелёной территорией. Внутри есть ещё одна зелёная зона, в стиле английского «пейзажного» парка.

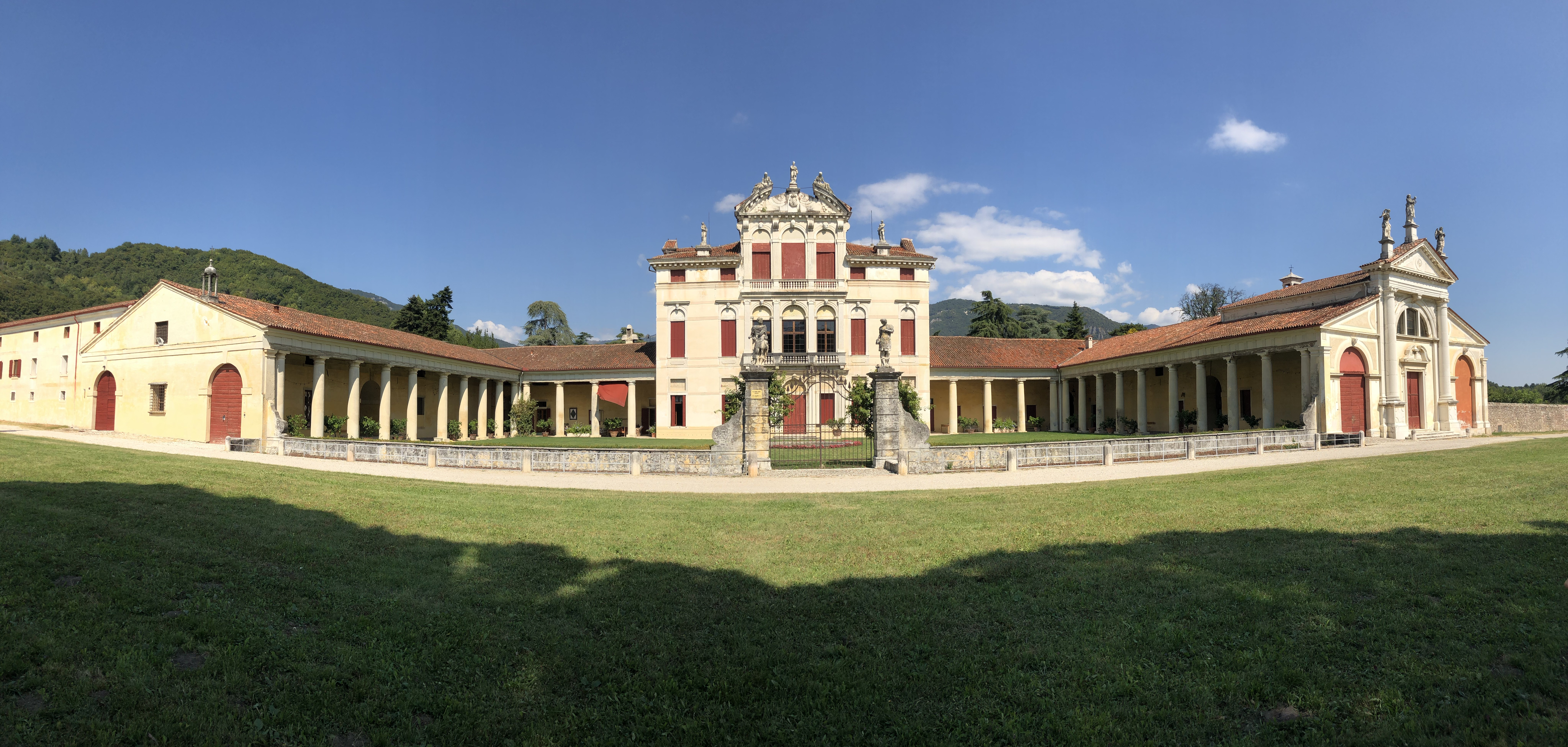
Панорамный вид
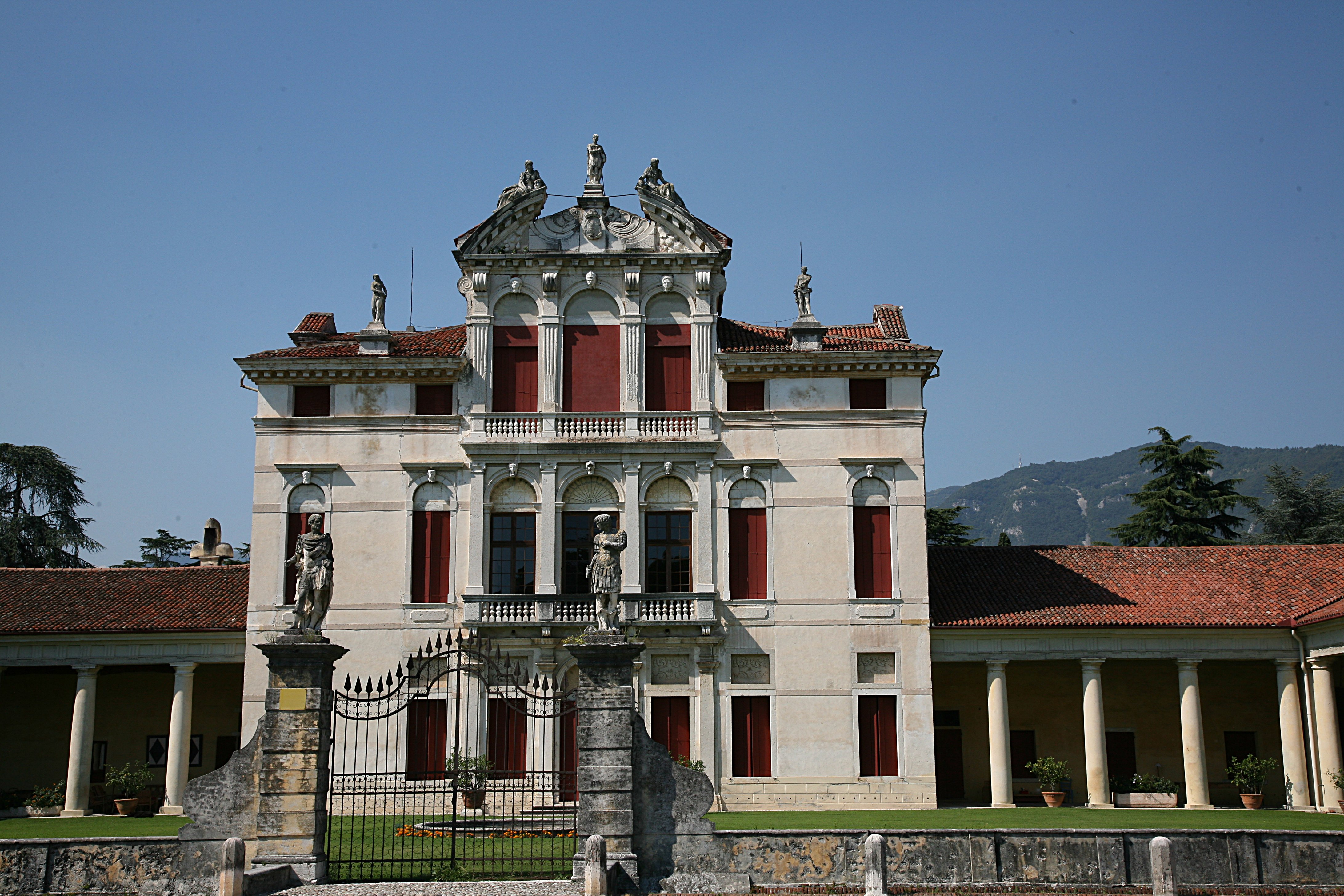
Центральный корпус
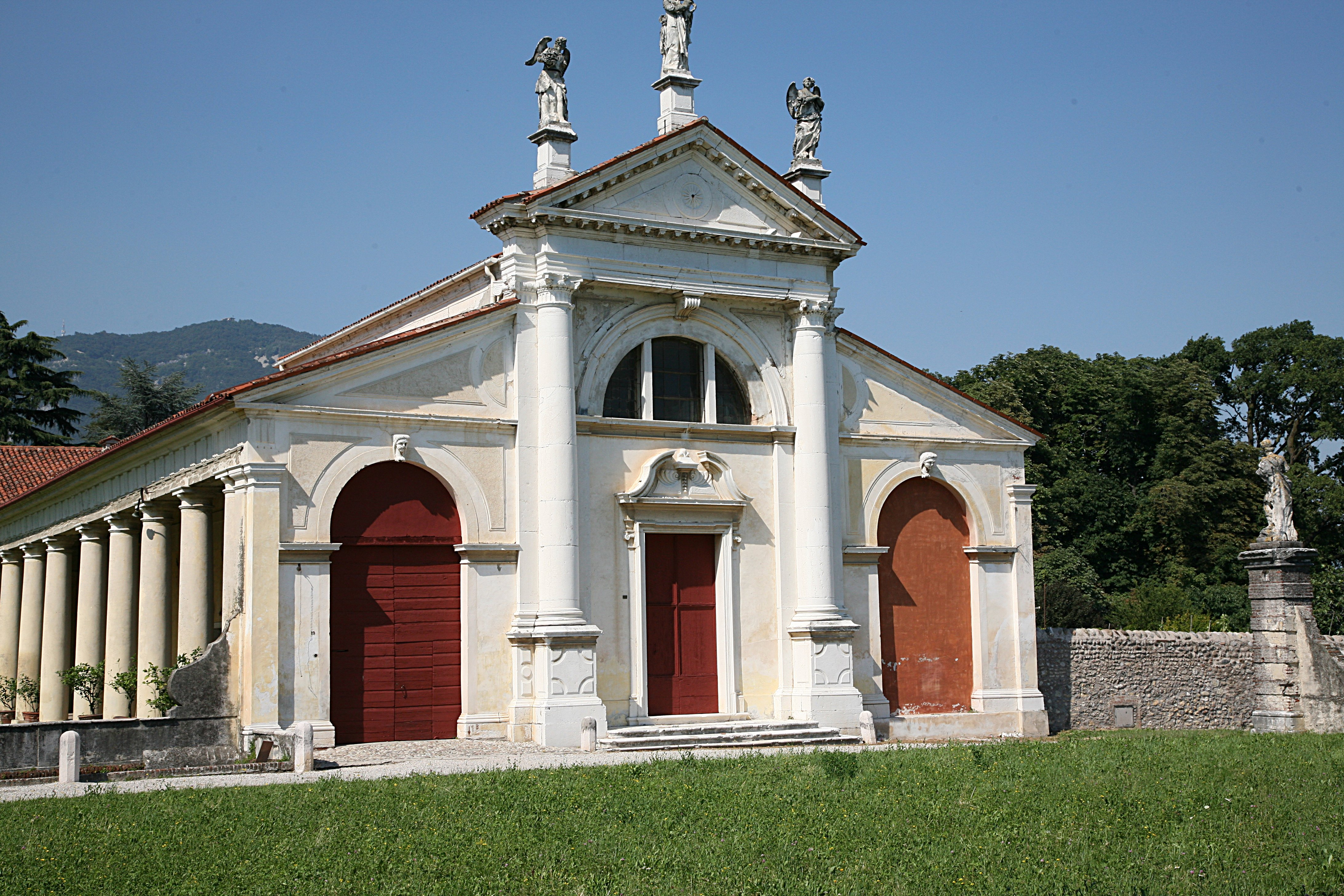
Капелла Святой Марии Магдалины
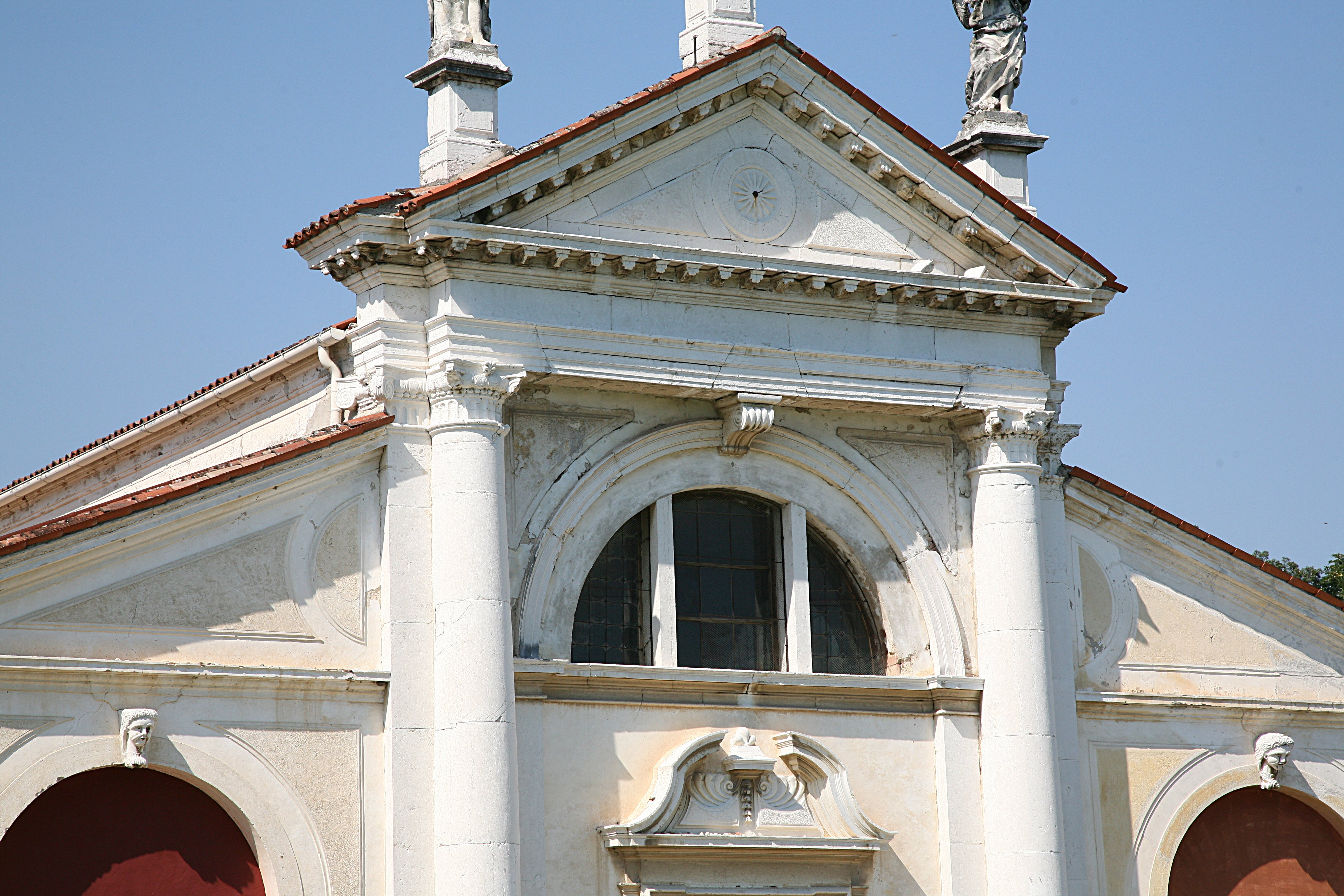
Термальное окно капеллы